# الفصد والحجامة
الفصد والحجامة هو كتاب لأبي بكر الرازي، يتحدث الرازي في هذا الكتاب عن الفصد والحجامة، والحجامة مصطلح معروف لدى الناس، أما الفصد فيُقصد به لغويًا شق الوريد لإخراق الدم الفاسد منه بغرض التداوي، فيُعتبر الفصد والحجامة نفس الشيء تقريبًا.
كانت الحجامة من أشهر طرق العلاج قديمًا التي قد اوصانا الرسول ﷺ بها حيث قال ﷺ: الشفاء في الثلاث كية نار، أو شرطة محجم، أو شربة عسل، كتب الرازي ثلاثة مقالات خصص الأولى والثانية لمناقضة أرسطو في مدرسة الإسكندرية القديمة لانه كانوا يمنعون الفصد ظن منهم انه يسبب المرض أما المقالة الثالثة ذكر ما راه جالينوس في العلاج بالفصد كان الرازي يؤمن بالفصد ويقول انه مفيد لعلاج الامراض قدم في تلك الكتاب 14 مقالة عبارة عن بحث مقارن بين المرض والتجربة يقول في كتابه هذا ” ليس يكفي في أحكام صناعة الطب قراءة كتبها بل يحتاج مع ذلك إلى مزاولة المرضى إلا أن من قرأ الكتب ثم زاول المرضى.